# Circuito urbano de carreras

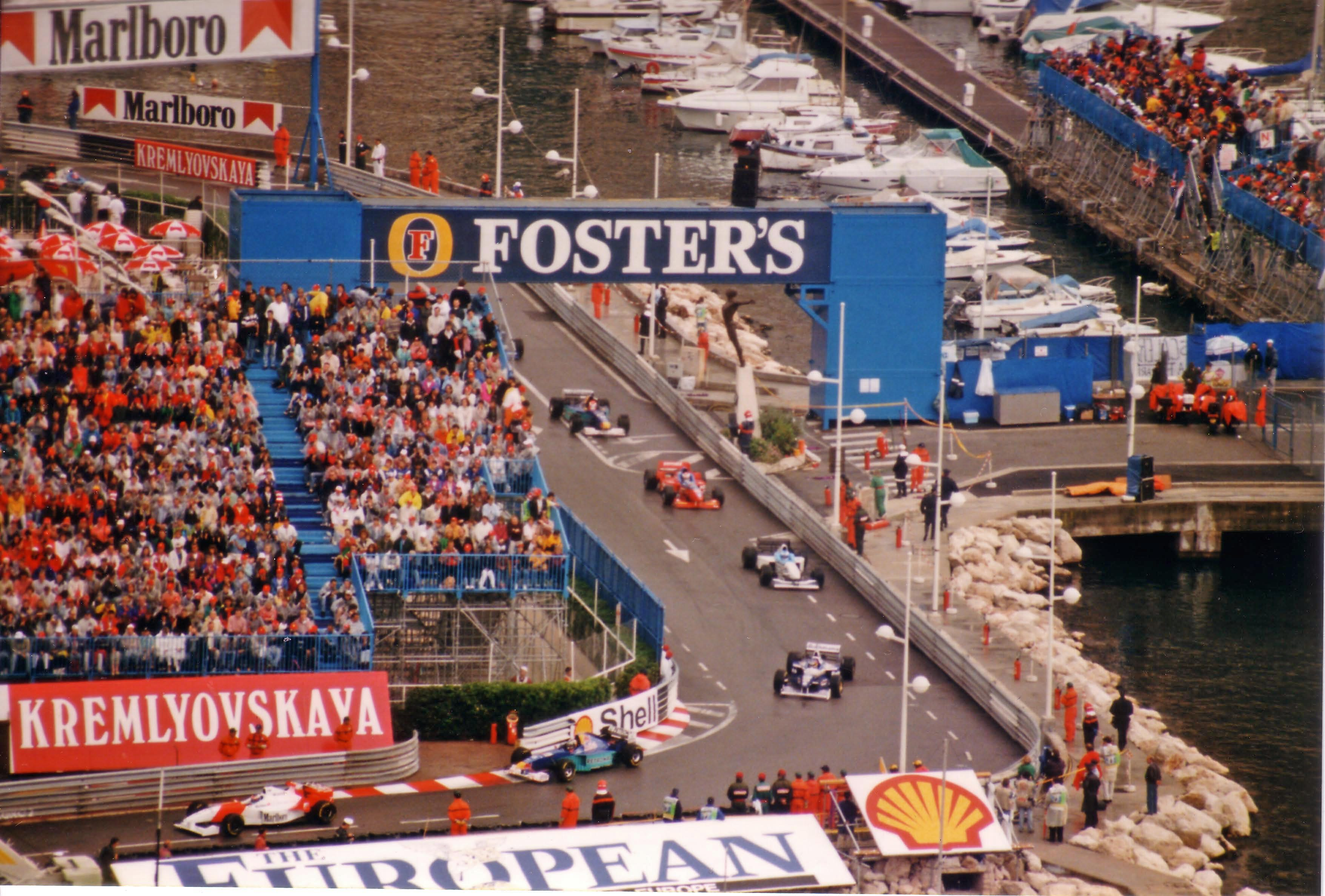
El Gran Premio de Mónaco de Fórmula 1 es una de las carreras de automovilismo más prestigiosas del mundo.

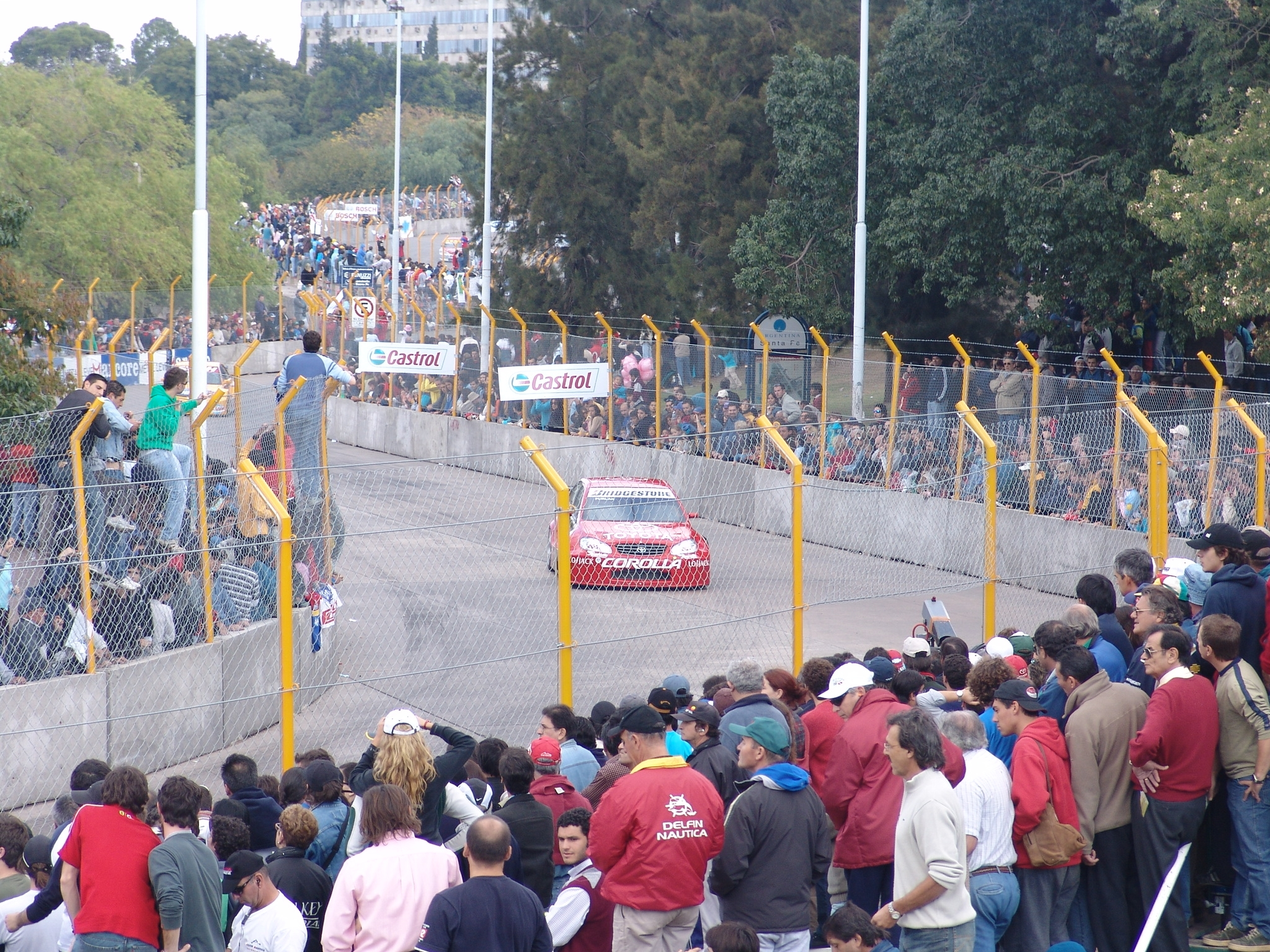
El Turismo Competición 2000 ha promovido en la década de 2000 la utilización de circuitos callejeros.

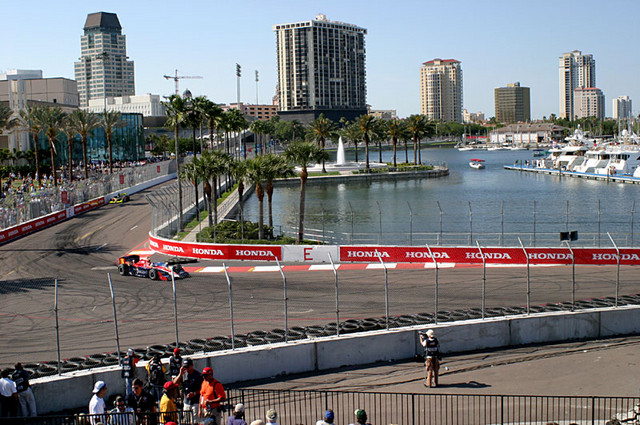
Una carrera en un circuito callejero puede servir para promocionar la ciudad.

Un circuito urbano de carreras (también llamado circuito callejero) es un circuito de carreras compuesto de calles públicas de una ciudad, que se utiliza en competiciones de automovilismo y motociclismo. Para evitar que los vehículos alcancen al público, las calles se suelen delimitar con muros de cemento, guardarraíles y/o mallas de acero. La superficie suele ser más irregular y menos adherente que en un autódromo, lo que sumado a las escasas vías de escape los hace más peligrosos para los pilotos.
Además los adelantamientos son mucho más difíciles debido a la anchura del circuito, que suele ser poca ya que no está diseñado, en un principio, para carreras.
Hasta el surgimiento de los circuitos permanentes, los circuitos callejeros y los ruteros eran la norma. Este tipo de carreras sirve tanto como promoción turística de la ciudad como para sortear la falta de circuitos permanentes.

## Lista de circuitos callejeros

### América del Norte
- Montreal (Gilles Villeneuve), Canadá (F1, CART, Champ Car, NASCAR, Rolex Sports Car Series)
- Montreal (callejero), Canadá (Fórmula E)
- Toronto, Canadá (Champ Car, IndyCar)
- Trois-Rivières, Canadá (Indy Lights, Fórmula Atlantic, Rolex Sports Car Series, ALMS)
- Vancouver, Canadá (CART, Champ Car)
- Baltimore, Estados Unidos (IndyCar, ALMS)
- Denver, Estados Unidos (CART, Champ Car)
- Detroit, Estados Unidos (F1, CART, Champ Car, IndyCar)
- Houston, Estados Unidos (Champ Car, ALMS)
- Las Vegas, Estados Unidos (CART, F1, Champ Car)
- Long Beach, Estados Unidos (F1, CART, Champ Car, IndyCar, ALMS, Fórmula E)
- Miami, Estados Unidos (F1, CART, Champ Car, IMSA GT, ALMS)
- Biscayne Bay, Estados Unidos (Fórmula E)
- Brooklyn, Estados Unidos (Fórmula E)
- Phoenix, Estados Unidos (F1)
- San José, Estados Unidos (Champ Car)
- San Petersburgo, Estados Unidos (CART, Champ Car, IndyCar, ALMS)
- Monterrey, México (CART, Champ Car)

### América del Sur
- Asunción, Paraguay (Top Race, CPV)
- Buenos Aires, Argentina (Súper TC 2000, Fórmula E)
- Potrero de los Funes, San Luis, Argentina (Súper TC 2000, Top Race, FIA GT1)
- Puerto Madero, Argentina (Fórmula E)
- Santa Fe, Argentina (TC 2000, Fórmula Renault)
- Villa Mercedes, Argentina (Turismo Carretera, Turismo Nacional)
- Bahia, Brasil (Stock Car)
- Ribeirão Preto, Brasil (Stock Car)
- São Paulo, Brasil (IndyCar, Fórmula E)
- Montevideo, Uruguay (Top Race, AUVo)
- Piriápolis, Uruguay (F3 Sudamericana)
- Punta del Este, Uruguay (TC 2000, Fórmula Renault, Fórmula E)
- Santiago (Parque Forestal), Chile (Fórmula E)
- Santiago (Parque O'Higgins), Chile (Fórmula E)
- Circuito de los Próceres, Venezuela (WEC)

### Europa
- Norisring, Alemania (DTM, F3 Euroseries)
- Berlín, Alemania (Fórmula E)
- La Bañeza, España (Clásicas, 125GP y Moto3)
- Bilbao, España (World Series by Renault)
- Guadalope, Alcañiz, España
- Lasarte, España
- Montjuïc, Barcelona, España (F1, MotoGP)
- Pedralbes, Barcelona, España (F1)
- Valencia, España (F1, F3 Española, Open GT)
- Helsinki, Finlandia (FIA GT, F3000, DTM)
- Pau, Francia (F3, WTCC)
- París, Francia (Fórmula E)
- Mónaco, Mónaco (F1, F2, F3, Fórmula E)
- Boavista, Portugal (F1, WTCC)
- Bucarest, Rumania (FIA GT, F3 Británica)
- Moscú, Rusia (Fórmula E)
- Londres (Parque Battersea), Reino Unido (Fórmula E)
- Londres (ExCeL), Reino Unido (Fórmula E)
- Bakú, Azerbaiyán (F1)
- Roma, Italia (Fórmula E)
- Berna, Suiza (Fórmula E)
- Zúrich, Suiza (Fórmula E)

### Resto del mundo
- Adelaida, Australia (F1, V8 Supercars)
- Canberra, Australia (V8 Supercars)
- Melbourne, Australia (F1, V8 Supercars)
- Surfers Paradise, Australia (CART, Champ Car, V8 Supercars)
- Macao, Macao (F3, WTCC, Superbikes)
- Hong Kong, Hong Kong (Fórmula E)
- Shanghái, República Popular China (DTM)
- Sanya, República Popular China (Fórmula E)
- Pekín, República Popular China (A1GP, Superleague Fórmula, Fórmula E, GT1)
- Singapur, Singapur (F1)
- Durban, Sudáfrica (A1GP)
- Marrakech, Marruecos (Fórmula E, WTCC)
- Yeda, Arabia Saudita (F1)
- Diriyah, Arabia Saudita (Fórmula E)
- Yakarta, Indonesia (Fórmula E)
- Seúl, Corea del Sur (Fórmula E)
- Putrajaya, Malasia (Fórmula E)
- Hyderabad, India (Fórmula E)